# Пускорегулювальний апарат

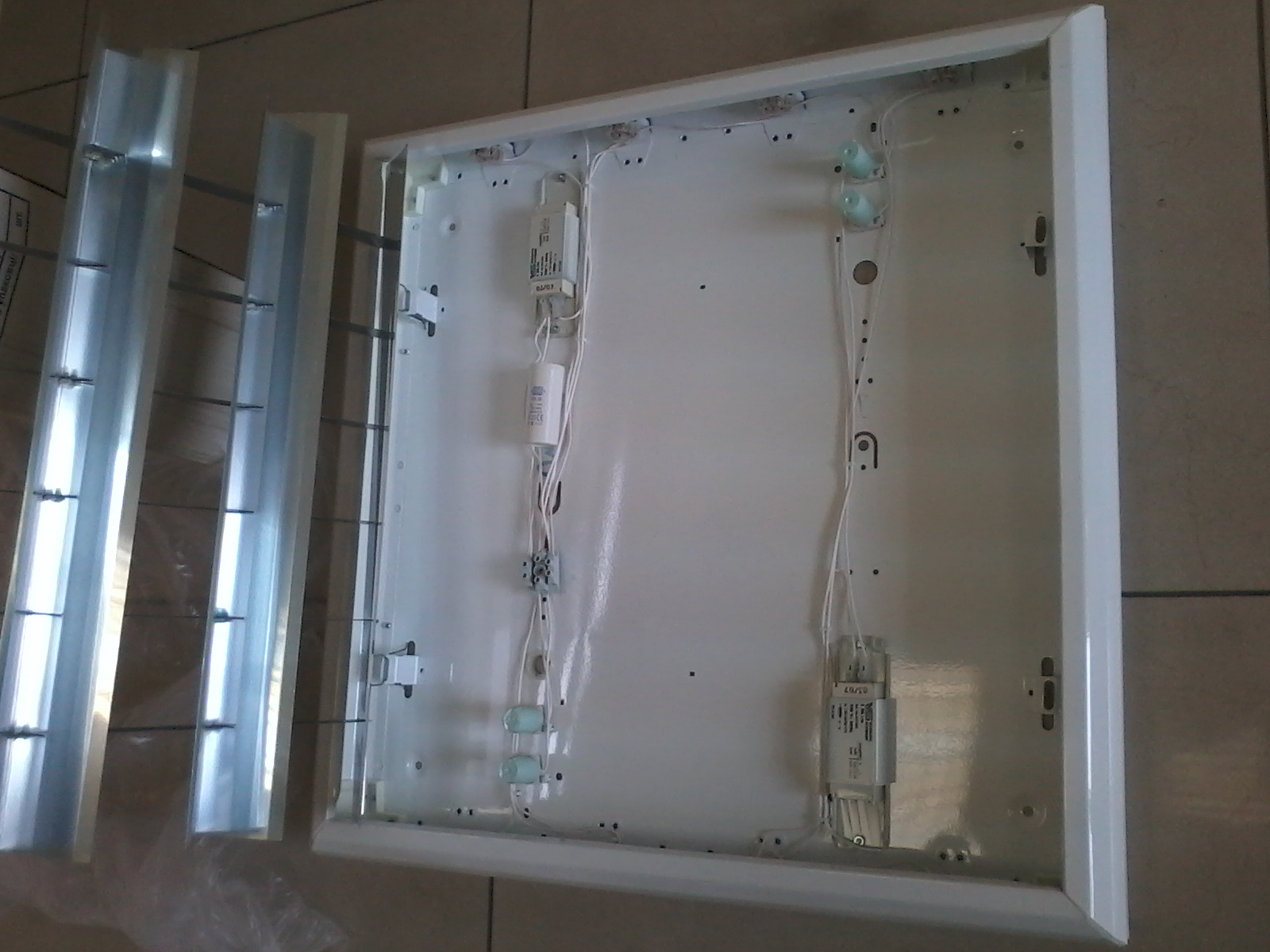
Пускорегулювальний пристрій: електромагнітний дросель, стартер та конденсатор

Пускорегулюва́льний апара́т (ПРА) або електронний бала́ст — спеціальний пристрій, за допомогою якого здійснюється запуск та живлення розрядної лампи від електричної мережі, що забезпечує необхідні режими запалення, розгоряння і роботи лампи.
Електромагнітний дросель за рахунок самоіндукції підвищує напругу імпульсів, які створюються стартером, а після утворення тліючого розряду у лампі, починає працювати як баласт, що обмежує робочий струм. Конденсатор зазвичай на 20-30 мікрофарад, може використовуватися для обмеження електромагнітних завад, утворюваних в іскровому проміжку.
Для газорозрядних ламп високого тиску, замість газорозрядного стартера, застосовується імпульсний запалювальний пристрій, адже для утворення дуги, наприклад у металгалогеновій лампі, потрібен імпульс напруги до 5000 вольт.
Існують більш енергоефективні електронні баласти (пуско-регулювальні пристрої), але через їх високу ціну, широкого розповсюдження в Україні, вони не дістали.